# 张春生 (1964年)
张春生（1964年3月—），男，汉族，中华人民共和国政治人物。曾任中共中央纪委常委、副秘书长兼中央纪委国家监委办公厅主任、中华人民共和国民政部党组成员、副部长等职务。中国共产党第十九届中央纪律检查委员会委员。